# Đorđe Milosavljević
 (octobre 2018).
Si vous disposez d'ouvrages ou d'articles de référence ou si vous connaissez des sites web de qualité traitant du thème abordé ici, merci de compléter l'article en donnant les références utiles à sa vérifiabilité et en les liant à la section « Notes et références ».
Đorđe Milosavljević (cyrillique serbe : Ђорђе Милосављевић, né le 6 mai 1969, à Ivanjica) est un cinéaste, dramaturge, écrivain et scénariste de bande dessinée serbe.

## Publications
Bande-dessinée
- Kalokagarti, dessin de Milan Jovanović
  1. Kalokagarti (album), Orbis, Belgrade, 1994.
  2. Kalokagarti (magazine), Politikin Zabavnik, Belgrade, 2002.
- L'Empire de la raison, dessin de Tiberiu Beka, Zenda
  1. L'instinct, 2005.
  2. La volonté, 2006.
  3. La discipline, 2007.

## Filmographie

### Scénariste
- 2013 : Dječaci iz ulice Marksa i Engelsa (en tournage)
- 2012 : Jagodići (post-production)
- 2012 : Ustanička ulica
- 2011-2012 : Cvat lipe na Balkanu
- 2010-2011 : Miris kiše na Balkanu
- 2011 : Neprijatelj
- 2011 : Igra istine
- 2010 : Šesto čulo
- 2010 : Sva ta ravnica
- 2009-2010 : Jesen stiže, dunjo moja
- 2008 : Bledi mesec
- 2007 : Konji vrani
- 2004 : Jesen stiže, dunjo moja
- 2002 : Ringeraja
- 2001 : Apsolutnih sto
- 2001 : Nataša
- 2000 : Accroché au ciel (Nebeska udica)
- 1999 : Točkovi
- 1998 : Tri palme za dve bitange i ribicu (non crédité)
- 1998 : Raskršće (segment 30. pravilo)
- 1995 : Paket aranžman
- 1994 : Rugalice i ubice

### Assistant réalisateur
- 2004 : Jesen stiže, dunjo moja
- 2003 : Donau, Duna, Dunaj, Dunav, Dunarea
- 2003 : Ledina

### Réalisateur
- 2002 : Ringeraja
- 2000 : Mehanizam
- 1999 : Točkovi

### Diverses équipes
- 2003 : Ledina
- 1993 : Igra piona